# Daniel Kelly (football)
Pour les articles homonymes, voir Kelly.
Daniel Kelly, né le 3 octobre 2005 à Glasgow, est un footballeur écossais qui joue au poste de milieu de terrain au Celtic FC.

## Biographie

### Carrière en club
Daniel Kelly est formé par le Celtic FC, où il commence sa carrière professionnelle en championnat d'Écosse. Il joue son premier match avec l'équipe première du club le 21 janvier 2024 en coupe d'Écosse. Il est ensuite buteur lors de son premier match en championnat,.
Kelly est sacré champion d'Écosse lors de la saison 2023-2024,,.

### Carrière en sélection
Daniel Kelly est international junior avec l'équipe d'Écosse des moins de 19 ans à partir de novembre 2023.

## Palmarès
Celtic FC
- Championnat d'Écosse (1)
  - Champion en 2023-2024